# TRITC
TRITC ist ein Kupplungsreagenz aus der Gruppe der Isothiocyanate des Tetramethylrhodamins. 5(6)-TRITC wird als oranger Farbstoff zur Fluoreszenzmarkierung von Proteinen und Nukleinsäuren verwendet. Bei einem FRET dient TRITC oftmals als Fluoreszenz-Akzeptor.